# Felip de Fonsdeviela
Felip de Fonsdeviela   (Saragossa, 13 de setembre de 1725 - Madrid, 6 de juliol de 1784), marquès de la Torre, va ser Capità General de l'Havana i Governador de Cuba entre 1771-1777. Abans, havia estat Governador de Veneçuela.

## Biografia
Felip de Fonsdeviela va començar el seu mandat a Cuba l'any 1771, el mateix any que Hechevarría - eclesiàstic reformador i il·lustrat - va ser nomenat Bisbe. Fonsdeviela dona sentit a les reformes del nou bisbe i la seva preocupació sobre la ciutat, el seu cens i el cens global de l'illa, la creació d'Hospitals i institucions de dones marginals, etc.
Va ser Fonsdeviela qui, l'any 1773, va fer enderrocar l'antiga església major parroquial de L'Havana - molt malmesa per un terratrèmol -, aprofitant els enderrocs per a fer els fonaments del palau dels governadors de l'illa que, malgrat l'interès del marquès de la Torre, no va poder veure acabat abans de la seva sortida del govern, l'any 1777.
Durant l'il·lustrat comandament d'aquest capità general, es van iniciar moltes obres de gran utilitat pública i es van acabar altres que van elevar L'Havana al nivell de les principals ciutats d'Amèrica. Va prohibir els sostres de "guano", i va començar el primer empedrat que va tenir la ciutat. Va construir a la Plaça d'Armes, a la casa de la Intendència (on avui es troba instal·lat el Tribunal Suprem de Justícia) i els passejos de la Alameda de Paula i el Paseo del Prado. Va fabricar el primer teatre de L'Havana a la referida Alameda de Paula (actual hotel de Luz), i va destinar les seves rendes per a sostenir la Casa de Recogidas (presó de dones), l'edificació de les quals també va acabar. Va construir els ponts de Puentes Grandes, Riu de Cojímar, Arroyo Hondo i de les Vegas i va fer fer el primer cens de població de tota l'illa.
Va ser Felip de Fonsdeviela qui va començar a interessar-se per les possibilitats tabaqueres de la comarca occidental de Cuba, el que avui és conegut com a Vuelta Abajo, on es produeix el que es considera el millor tabac del món. Fonsdeviela va ser el fundador de la capital de la comarca, la ciutat de Pinar del Río l'any 1773, quan, davant la necessitat de crear un nucli que servís de cap a les terres del que eventualment va arribar a ser la província, va fer repartir les primeres terres als veïns d'aquest lloc. Ordenant al mateix temps a un subaltern qualificat perquè triés el lloc més adient per a aquest poble i fixés els límits de la seva jurisdicció. Va ser en honor de Felip de Fonsdeviela que se li va posar el nom de Nueva Filipina.
Els marquesos de la Torre, eren propietaris del Castell de Medinyà, (Girona).
Felip de Fonsdeviela va morir l'any 1785 quan era Ministre plenipotenciari davant la Cort de Russia.